# Nikola Bilyk

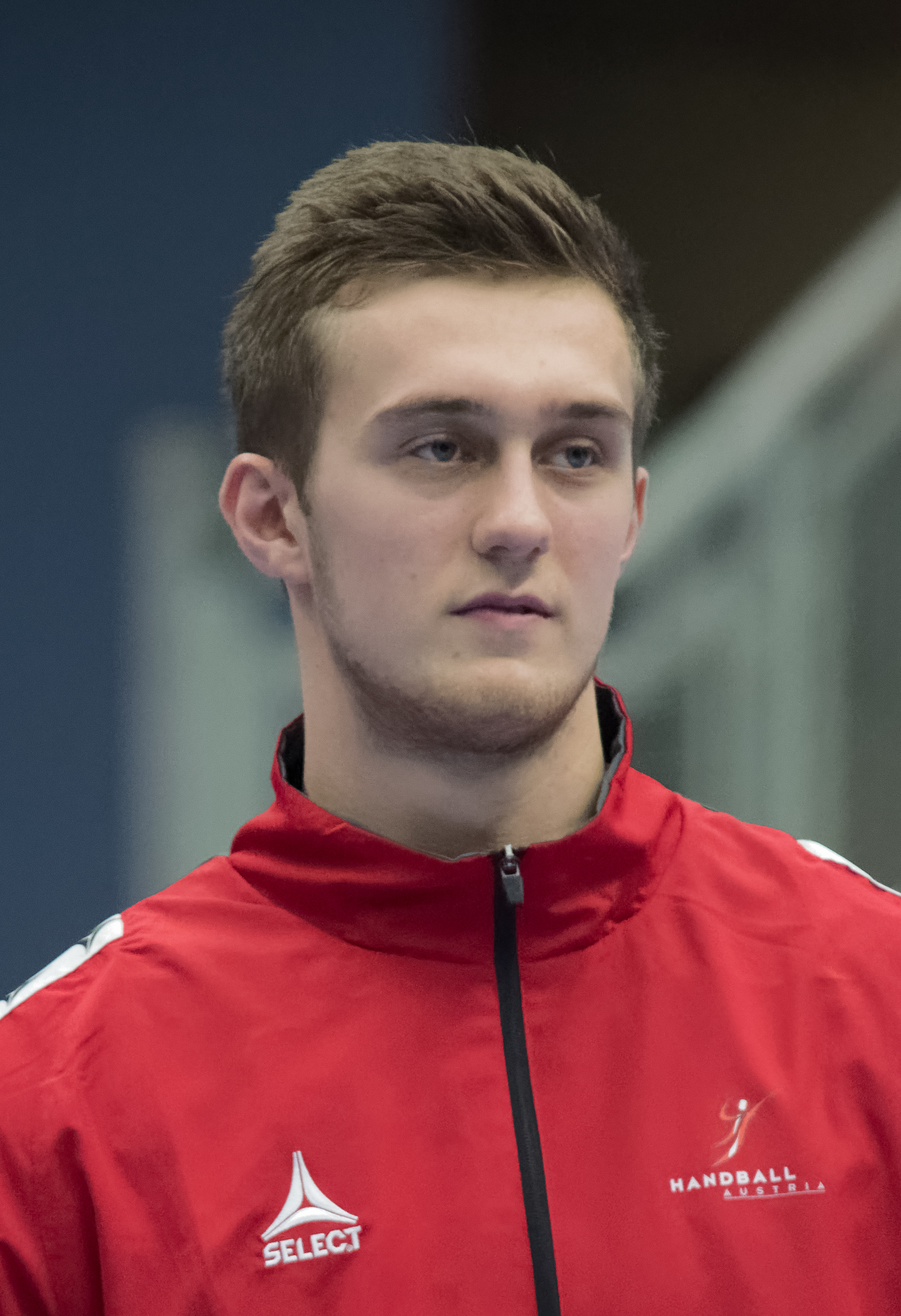
Nikola Bilyk, le 28 octobre 2017.

Nikola Bilyk ou Mykola Bilyk, né le 28 novembre 1996 à Tunis, est un handballeur autrichien. Il évolue au poste d'arrière gauche et de demi-centre au THW Kiel et en équipe nationale d'Autriche.

## Biographie
Nikola Bilyk est le fils de Serhij Bilyk (de), handballeur ukrainien évoluant au poste de gardien de but. C'est alors qu'il évolue en Tunisie à l'Espérance sportive de Tunis que nait Nikola en novembre 1996. Puis, après un retour en Ukraine, Serhij prend la direction de l'Autriche du Handballclub Fivers Margareten en 1999 et acquiert la nationalité autrichienne.
Grand espoir du handball international, son talent est découvert très tôt puisqu'il termine meilleur buteur et est élu meilleur joueur de l'Euro junior 2014 puis participe quelques mois plus tard au Mondial 2015 avec l'équipe nationale senior d'Autriche
Dès février 2015, le club allemand du THW Kiel s'assure ainsi ses services à compter de 2017 au plus tard. Il rejoint finalement le club allemand dès l'été 2016

## Palmarès
Compétitions internationales
- Vainqueur de la Ligue des champions (1) :  2020
- Vainqueur de la Coupe de l'EHF (C3) (1) : 2019
- Finaliste de la Coupe du monde des clubs (1) : 2019

Compétitions nationales
- Vainqueur du championnat d'Autriche (1) : 2016
- Vainqueur de la Coupe d'Autriche (2) : 2013, 2016
- Vainqueur du Championnat d'Allemagne (2) : 2020 et 2021
- Vainqueur de la Coupe d'Allemagne (3) : 2017, 2019 et 2022
- Vainqueur de la Supercoupe d'Allemagne (1) : 2020